# De puro curda
«De puro curda» es un tango cuya letra pertenece a Abel Aznar en tanto que la música es de Carlos Olmedo, que fue grabado por José Basso en  la voz de Alfredo Belusi el 27 de agosto de 1957. El vocablo lunfardo curda significa borracho,

## Los autores
Abel Aznar (Libertad, provincia de Buenos Aires, Argentina, 26 de junio de 1913 - ¿ ?, 5 de marzo de 1983 ) fue un poeta, compositor y letrista cuyo nombre completo era Abel Mariano Aznar, autor de la letra de numerosos tangos .
 Carlos Olmedo ( Tranqueras, Rivera (departamento), Uruguay, 26 de octubre de 1921 – 12 de marzo de 1976 ), cuyo nombre real era Delmar Velázquez Childe, fue un cantante  y compositor dedicado al género del tango.

## Comentario
Manuel Adet después de señalar que las letras de Aznar son recias, viriles, sobrias y muy bien escritas y que la poética de sus tangos se encuentra en el linde con el machismo, agrega respecto de De puro curda:

” se ha transformado en el himno de los borrachos o de todos los que celebran el gusto de beber alcohol sin otro justificativo que el placer de beber. En este caso la curda no es la respuesta a un fracaso amoroso, a una pena de amor. La gratuidad del acto es lo que le otorga nobleza. “Yo tomo por que si, de puro curda, pa mi siempre es buena la ocasión”. O cuando dice: “Y a mí que me importa que diga la gente, que paso mi vida tras un mostrador, por eso no dejo de ser bien decente, no pierdo mi hombría ni mancho mi honor. Me gusta y por eso le pego al escabio, a nadie provoco ni obligo jamás, y al fin si tomando yo me hago algún daño, lo hago conmigo, de curda no más”.